# Internat éducatif
En France, un internat éducatif est un internat présent dans les Établissements Régionaux d’Enseignement Adapté ou les Lycées d’Enseignement Adapté.
Il offre la possibilité de loger les élèves collégiens ou lycéens en grande difficulté scolaire ou sociale. Il offre aussi un accompagnement personnalisé et un soutien scolaire.
Il  comprend généralement plusieurs dortoirs, un réfectoire et des salles d’activité socio-éducative.

## Caractéristiques
Dans un internat éducatif, les élèves sont pris en charge par des enseignants spécialisés du premier degré (Professeurs des écoles) assurant des fonctions d'enseignant-éducateur. Leur mission est double: La prise en charge des difficultés scolaires  par un enseignement adapté et individualisé et la prise en charge des difficultés sociales  par un accompagnement individuel et un 'travail éducatif'.
Les temps d'accompagnement sont partagés entre des moments de soutien scolaire et d'étude dirigée, et des moments d'accompagnement personnalisé lors d'activités socio-éducatives ou des temps de la vie quotidienne.  Ces temps sont le support de l'acquisition de compétences en lien avec l'externat, en référence au Socle commun des connaissances et des compétences pour tous les élèves, ou  aux référentiels de certification professionnelle pour les élèves lycéens.
Les élèves sont aussi accompagnés par l’éducation aux loisirs et activités sportives, par l’éducation culturelle et artistique et par l’éducation à la citoyenneté.

## Le projet d’internat éducatif
Les missions des enseignants éducateurs sont définies par les textes de référence,, et les moyens de les articuler en cohérence avec l'EREA/LEA sont définis dans le projet d'internat éducatif.
Le projet d'internat éducatif s'articule autour des activités socio-éducatives et des moments de vie quotidienne, l'un et l'autre favorisant l'acquisition de compétences en lien avec le Projet d'établissement. Les objectifs, outre l'acquisition de savoirs et savoir-faire spécifiques aux activités, sont centrés autour de la découverte du monde extérieur, du développement des relations sociales, de la possibilité de s'inscrire dans la durée dans un projet, et de permettre à l'élève de vivre des activités à caractère exceptionnel.
Le projet d'internat éducatif est construit en lien avec le Projet d'établissement, et cela dans l'objectif d'une cohérence des équipes éducatives. 
La mise en œuvre des axes du projet d'internat éducatif se fait grâce aux différents moyens mis à disposition des enseignants éducateurs: activités socio-éducatives en lien avec le monde associatif, soutien scolaire et accompagnement des élèves, éducation aux activités culturelles et artistiques, éducation à la citoyenneté…

## La fonction d’enseignant-éducateur
Les missions de l'enseignant-éducateur sont  précisées dans la Circulaire n° 2004-026 du 10 février 2004: 'L'enseignant spécialisé assurant des fonctions d'éducateur remplit une mission éducative et pédagogique'. Il reste donc avant tout un enseignant spécialisé qui doit 'permettre la prévention des difficultés d'apprentissage ou de leur aggravation et favoriser la réussite scolaire des élèves'.
La Circulaire 2004-26 du 26 février 2004 ajoute: 'L'enseignant spécialisé assurant des fonctions d'éducateur remplit une mission éducative et pédagogique. Il contribue au développement de la socialisation et de l'autonomie des élèves, à leur éducation à la citoyenneté et aux loisirs. Il participe à leur formation générale par la mise en œuvre d'activités culturelles, artistiques et sportives. Il accompagne le processus d'insertion sociale et professionnelle des élèves. Il est le référent de certains pour la gestion de leur projet individualisé de formation, dont il est le garant. Il aide à résoudre ou à prévenir l'aggravation des difficultés d'apprentissage par une aide et un soutien au travail personnel des élèves'.